# 19ª Brigata missili "Santa Barbara"
La 19ª Brigata missili "Santa Barbara" (in ucraino 19-та ракетна бригада «Свята Варвара»?, 19-ta raketna bryhada «Svjata Varvara», unità militare A4239) è un'unità di artiglieria missilistica direttamente subordinata al Comando delle Forze terrestri ucraine, con base a Chmel'nyc'kyj.

## Storia
Le origini della brigata risalgono al 9 novembre 1997, quando venne costituita all'interno della 1ª Divisione missili (sciolta nel 2004), ma ricevette la bandiera di guerra e l'inquadramento ufficiale all'interno dell'esercito ucraino solo due anni più tardi. Nel 2014, quando era l'unica unità missilistica a disposizione dell'Ucraina, la brigata venne impiegata nella guerra del Donbass in contrasto alle forze separatiste filorusse. Le venne assegnato il 6º Battaglione fanteria motorizzata "Zbruč" (ex battaglione di difesa territoriale), sciolto il 14 dicembre 2016 per diventare il battaglione di protezione della brigata. Il 5 dicembre 2019 la brigata ha ricevuto ufficialmente, per decreto presidenziale, il titolo onorifico "Santa Barbara" e alcune reliquie della santa.

### Guerra russo-ucraina
Il 29 marzo 2022, in seguito allo scoppio dell'invasione russa dell'Ucraina, ha colpito e distrutto un deposito di munizioni in territorio russo, presso la cittadina di Oktjabr'skij. Nei primi mesi di guerra ha impiegato a fondo le riserve ucraine di missili Točka, in previsione della successiva fornitura di HIMARS da parte degli Stati Uniti.
Durante la controffensiva ucraina nell'estate 2023 la brigata, insieme alla 55ª Brigata artiglieria, è stata intensivamente impiegata a supporto di tre brigate di fanteria di marina, concentrandosi sul fuoco di controbatteria e danneggiando gravemente la 305ª Brigata artiglieria russa al punto da costringerla a ritirarsi dopo aver perso quasi tutto l'equipaggiamento pesante. Il 28 luglio è stata insignita dal presidente ucraino Volodymyr Zelens'kyj del titolo onorifico "Per il Valore e il Coraggio".
Grazie ai missili MGM-140 ATACMS di fornitura statunitense a giugno 2024 la brigata ha colpito diverse basi russe nella Crimea occupata, danneggiando un sistema S-400 a Džankoj e due sistemi S-300 a Jevpatorija e Černomorskoe.

## Struttura
- Comando di brigata[12]
- 1º Battaglione missili
- 2º Battaglione missili
- 3º Battaglione missili
- 4º Battaglione missili
- Battaglione addestramento missili
- 6º Battaglione di protezione
- Compagnia genio
- Compagnia manutenzione
- Compagnia logistica
- Compagnia comunicazioni
- Compagnia radar
- Plotone difesa NBC
- Plotone medico

## Comandanti
- Colonnello Volodymyr Karha (1997 - 2002)
- Colonnello Viktor Hrycaj (2002 - 2004)
- Colonnello Ihor Blyzhjuk (2004 - 2006)
- Colonnello Fedir Jaroševyč (2006 - 2023)[13]
- Colonnello Rostyslav Karpuša (2023 - in carica)[14]